# Gianluca Brambilla
Gianluca Brambilla (Bellano, 22 de agosto de 1987) é um ciclista profissional italiano. É um bom escalador e tem conseguido vitórias de etapa tanto no Giro d'Italia como na Volta a Espanha.

## Biografia
Estreiou como profissional com a equipa Colnago-CSF Inox em 2010 e em 2013 chegou ao ciclismo de primeira categoria ao alinhar pelo Omega Pharma-Quick Step Cycling Team, mas com a denominação de Etixx-Quick Step.
Em 8 de setembro de 2014 viu-se envolvido num incidente com o russo Ivan Rovny da equipa (Tinkoff-Saxo) e foi expulso pelo júri técnico da Volta a Espanha de 2014 na ascensão a La Farrapona, na décima-sexta etapa, depois de ter-se brigado.
Em 14 de maio de 2016 ganhou a 8.ª etapa do Giro d'Italia ao chegar escapado do pelotão onde estava o líder Tom Dumoulin, com o que conseguiu também se pôr o 1.º na classificação geral provisória e vestir a maglia rosa. Nesse mesmo ano, conseguiu uma etapa da Volta a Espanha, ao vencer na estação de esqui de Aramón Formigal.

## Palmarés
- 2008
  - Grande Prêmio Palio do Recioto

- 2009
  - Giro do Friuli Venezia Giulia

- 2010
  - G.P. Nobili Rubinetterie-Coppa Papà Carlo

- 2016
  - 1 troféu da Challenge Ciclista a Mallorca (Troféu Pollenca-Port de Andratx)
  - 1 etapa do Giro d'Italia
  - 2.º no Campeonato da Itália em Estrada 
  - 1 etapa da Volta a Espanha

- 2021
  - Tour dos Alpes Marítimos e de Var, mais 1 etapa

## Resultados em Grandes Voltas e Campeonatos do Mundo
| Corrida            | Corrida            | 2010 | 2011 | 2012 | 2013  | 2014 | 2015 | 2016 | 2017 | 2018 | 2019 | 2020 | 2021 |
| ------------------ | ------------------ | ---- | ---- | ---- | ----- | ---- | ---- | ---- | ---- | ---- | ---- | ---- | ---- |
|                    | Giro d'Italia      | —    | 95.º | 13.º | 105.º | 29.º | —    | 22.º | —    | 18.º | 49.º | Ab.  | Ab.  |
|                    | Tour de France     | —    | —    | —    | —     | —    | —    | —    | 53.º | —    | —    | —    | —    |
|                    | Volta a Espanha    | —    | —    | —    | —     | Ex.  | 13.º | 23.º | —    | 16.º | 42.º | —    | 22.º |
| Mundial em Estrada | Mundial em Estrada | —    | —    | —    | —     | —    | —    | —    | —    | 75.º | —    | Ab.  | —    |

—: não participa

Ab.: abandono

Ex.: expulsado

## Equipas
- Colnago-CSF Inox (2010-2012)
- Omega Pharma/Etixx (2013-2017)
  - Omega Pharma-Quick Step Cycling Team (2013-2014)
  - Etixx-Quick Step (2015-2016)
  - Quick-Step Floors (2017)
- Trek-Segafredo (2018-)